# Pennink
Pennink is een Nederlands patricisch geslacht, waarvan de genealogie is opgenomen in het Nederland's Patriciaat. Het geslacht omvat ook de tak van Hanswijk Pennink.
Stamvader van het geslacht Pennink is ene Engbert Penninck, richter en burgemeester van Enschede. Ook enkele van zijn nakomelingen vervulden bestuurlijke functies in Enschede en omgeving.

## Enkele telgen
- Hendrik Pennink (1691-1770), burgemeester van Enschede.
- Gerrit Pennink (1761-1835), was onder andere landdrost van Salland en Twente en notaris te Enschede
- Jan Jacob Pennink (1795-1877), arts te Twello en plaatsvervangend vrederechter aldaar, hij publiceerde diverse werken op het gebied van de gezondheidszorg. Zijn "Gezondheidsleer voor het volk" werd bekroond door 't Nut en uitgegeven in 1828[2]
- Jacob Reinier Karel Pennink (1821-1878), arts te Dieren
- Johan Mathias Karel Pennink (1854-1936), directeur gemeentelijke waterleiding van Amsterdam
- John Jacob Frans Pennink (1913-1984), Engels golfkampioen (1937) en golfbaanarchitect
- Peter Karel Alexander Pennink (1924-2007), hoogleraar faculteit Bouwkunde aan de Technische Universiteit Delft
- Arnoud-Jan Pennink, (1956), oud-burgemeester van Anna Paulowna (2002-2009) zoon van Peter